# Мутаген
Мутагени су фактори спољашње средине који изазивају мутације. 
Мутагени се сврставају у три групе:
- хемијски у које се могу уврстити:

- - пестициди: 
    - инсектициди
    - хербициди
    - фунгициди
    - бактерициди

  - хемијски додаци храни и пићу (конзрванси, адитиви, заслађивачи и др.)
  - хемијски загађивачи ваздуха: SO2, CO2, CO, NO2
  - неки козметички препарати
  - неки лекови
  - неки антибиотици
- физички:
  - високе и ниске температуре
  - ултраљубичасто зрачење
  - јонизујуће зрачење

- биолошки:
  - вируси